# María José Castillo
María José Castillo Gutiérrez (Heredia, 11 de agosto de 1990) es una cantante costarricense. Se le conoció en la televisión por su participación en un concurso de canto llamado Nace una estrella, transmitido por Teletica en 2007, por haber quedado en segundo lugar en el concurso Latin American Idol en 2008 y por participar en "Tu cara me suena" Costa Rica 2015.

## Biografía
María José Castillo es sobrina de la cantante costarricense Cristina Gutiérrez, quien es profesora de canto en la Academia Skala Desarrollo de las Artes, y quien fue representante en el Festival OTI de la Canción de 1986, además de ser corista de Camilo Sesto durante su gira en el 2008.
En enero de 2010, María José retomó sus estudios e inició en la universidad la carrera de Odontología.

## Latin American Idol 2008
María José participó en el programa de televisión Latin American Idol (Temporada 3) quedando en el segundo lugar después de la panameña Margarita Henríquez y fue la primera participante costarricense de las tres temporadas del programa en pasar a la etapa de conciertos.
Durante su audición en Panamá, María José dio una buena impresión.[cita requerida] Cuando llegó a ser finalista entre 12 participantes seleccionados del workshop, su trayectoria empezó creciendo en los conciertos en los que se le exigió que explotara más sus capacidades de artista hasta su sexto concierto donde fue felicitada por las interpretaciones de los temas «Genio atrapado» y «Yo te voy amar», en el séptimo concierto «Sobreviviré», tema que recibiría más ovaciones durante su participación en Latin American Idol, una semana después sería su interpretación de «A mi manera» la que produjo una reacción muy positiva en el público y los jueces dieron testimonio de un buen porvenir para la finalista. Durante su noveno concierto María José se mostró muy consternada frente al Auditorio debido a una afección en su garganta, no obstante su gran esfuerzo fue reconocido con aplausos de los Jueces y el público.

## Carrera musical
María José Castillo fue designada mariscal del Festival de La Luz 2008 por el alcalde de San José, Johnny Araya.
En noviembre de 2008 se lanzó en Costa Rica el primer sencillo llamado Abre tu corazón, el cual viene incluido en el álbum María José.
Después de Latin American Idol, María José apareció en varios programas televisivos costarricenses y panameños como Bailando por un sueño, reto Panamá-Costa Rica organizado por Telemetro de Panamá y Teletica de Costa Rica, Teletón de ambos países, El Festival de La Luz, El Chinamo y varios programas de entretenimiento como Intrusos de la farándula y Siete estrellas, entre otros.
En enero de 2010 estrenó su nuevo sencillo Lo que me pidas, uno de los temas de su álbum Mi destino, el cual salió a la venta en febrero de 2010. Cuenta con el videoclip para el tema "Dónde van" lanzado el 4 de mayo de 2010.
En 2014 integra el grupo costarricense La Plancha, compuesto también por Karla Ramírez, Xavier Alonso, Lady Agüero y Angie Valverde. Con ellos participó en el primer Concierto Internacional de Música Plancha.

## Discografía
- 2008: "María José", que obtuvo un disco de oro en Centroamérica por haber vendido venta de 5000 unidades.[7]
- 2010: "Mi destino".